# Campyloneurus quadraticeps
Campyloneurus quadraticeps (лат.) — вид паразитических наездников рода Campyloneurus из семейства Braconidae.

## Распространение
Китай (Fujian)

## Описание
Мелкие бракониды (от 5 до 6 мм). Усики тонкие, нитевидые, состоят из 42 члеников. От близких видов отличается следующими признаками: тергиты метасомы с желтовато-белыми пятнами (у сходного вида Campyloneurus promiscuus тергиты метасомы равномерно чёрно-коричневые); жилка 2-SC + R заднего крыла относительно длинная, 0,8 × длиннее жилки 1r-m (у C. promiscuus короткая, 0,4 ×); гипоклипеальное вдавление в 1,6 раза больше ширины скуловой щели (у C. promiscuus в 1,2 раза); лоб с черновато-коричневыми пятнами (у C. promiscuus без темных пятен); задний край второго тергита метасомы гладкий.
Третий тергит брюшка в задней части с хорошо развитой зазубреной поперечной бороздкой. Усики длиннее переднего крыла; дорсальный клипеальный край килевидный; брюшко гладкой и блестящее. Предположительно эктопаразитоиды личинок жуков.